# VisualPolitik
VisualPolitik es un canal de YouTube, creado por los españoles Enrique Fonseca, Alberto Rodríguez Fernández y Enrique Couto Bueno, caracterizado por presentar temas sobre política internacional y actualidad bélica, es el canal con mayor cantidad de suscriptores del conglomerado VisualFaktory, cuenta con canales hermanos en español como VisualEconomik, El Informe K y Si lo Hubiera Sabido, que tratan de economía y finanzas, NotNews que trata de noticias en formato podcast, VisualFutbol, que trata noticias del deporte homónimo y Megaprojekts que trata de proyectos importantes de la humanidad. Cuenta con versiones en inglés, alemán y francés. A finales del año 2024, el canal cuenta con alrededor de 3.47 millones de suscriptores y se encuentra en el puesto 165 en el top 1000 de canales de política y noticias de YouTube.
El 8 de noviembre de 2023, Enrique Fonseca lanzó su primer video en su nuevo canal Solo Fonseca, anunciando su separación de VisualPolitik, argumentando diferencias creativas y quedando con el dominio del canal Megaprojekts. El lugar de Fonseca en VisualFaktory fue ocupado por Oscar García.

## Historia
Los fundadores del canal se conocieron en 2012 en un curso de verano de la Universidad Complutense de Madrid. En ese momento, Enrique Couto era militante del Partido Popular, mientras que Enrique Fonseca había sido asesor del mismo partido.
El canal de VisualPolitik fue creado el 2 de febrero del 2016 y subiendo su primer vídeo en la misma fecha.
Los vídeos de VisualPolitik han aparecido en varias ocasiones en artículos del diario español La Vanguardia, entre otros. Sus creadores han participado como invitados en eventos como Cultube y han concedido entrevistas con la prensa, como con El Mundo o con el programa de televisión Good Morning People, para contar sus experiencias y opiniones. El equipo de fundadores, autoidentificados con el liberalismo económico, han sido en alguna ocasión ponentes en seminarios sobre política y economía en la Universidad Francisco Marroquín en Guatemala, institución de carácter libertario, en colaboración con el Instituto Juan de Mariana, think tank español de ideología liberal.
En el 2017 fueron trending topic en Perú, debido a un vídeo del presidente de Perú Pedro Pablo Kuczynski al cual eligieron como personaje del año.
En uno de sus vídeos mencionan su postura en relación con la reforma de la Ley de Copyright aprobada por el Parlamento Europeo en abril de 2019, como una mala decisión que perjudica a los internautas. En un viaje a Bruselas asistieron al Parlamento Europeo para protestar ante la reforma de la Ley de Copyright. En 2020 participaron con otros youtubers en la iniciativa YourMSC de la Conferencia de Seguridad de Múnich para realizar algunas entrevistas y documentar el evento.